# Nový Žďár
Nový Žďár (německy Neuenbrand) je vesnice, část města Aš v okrese Cheb v Karlovarském kraji.

## Název
Název Žďár je odvozen od toho, že se v blízkosti vypalovaly (žďárovaly) kořeny.

## Geografie
Osada leží 2,5 kilometru jižně od Aše blízko bývalého zakázaného pásma, mezi přírodními parky Halštrov a Smrčiny. Horní část plynule navazuje na Mokřiny, na východě sousedí s Nebesy a na západě se nacházejí státní hranice s Německem. Nový Žďár je rozdělen silnicí I/64 z Aše do Chebu. V roce 2002 vystavěný ašský obchvat začíná právě zde. Kvůli častým dopravním nehodám na křižovatce silnice I/64 a ašského obchvatu, musela být dopravní infrastruktura v roce 2004 upravena, a byl zde postaven kruhový objezd.

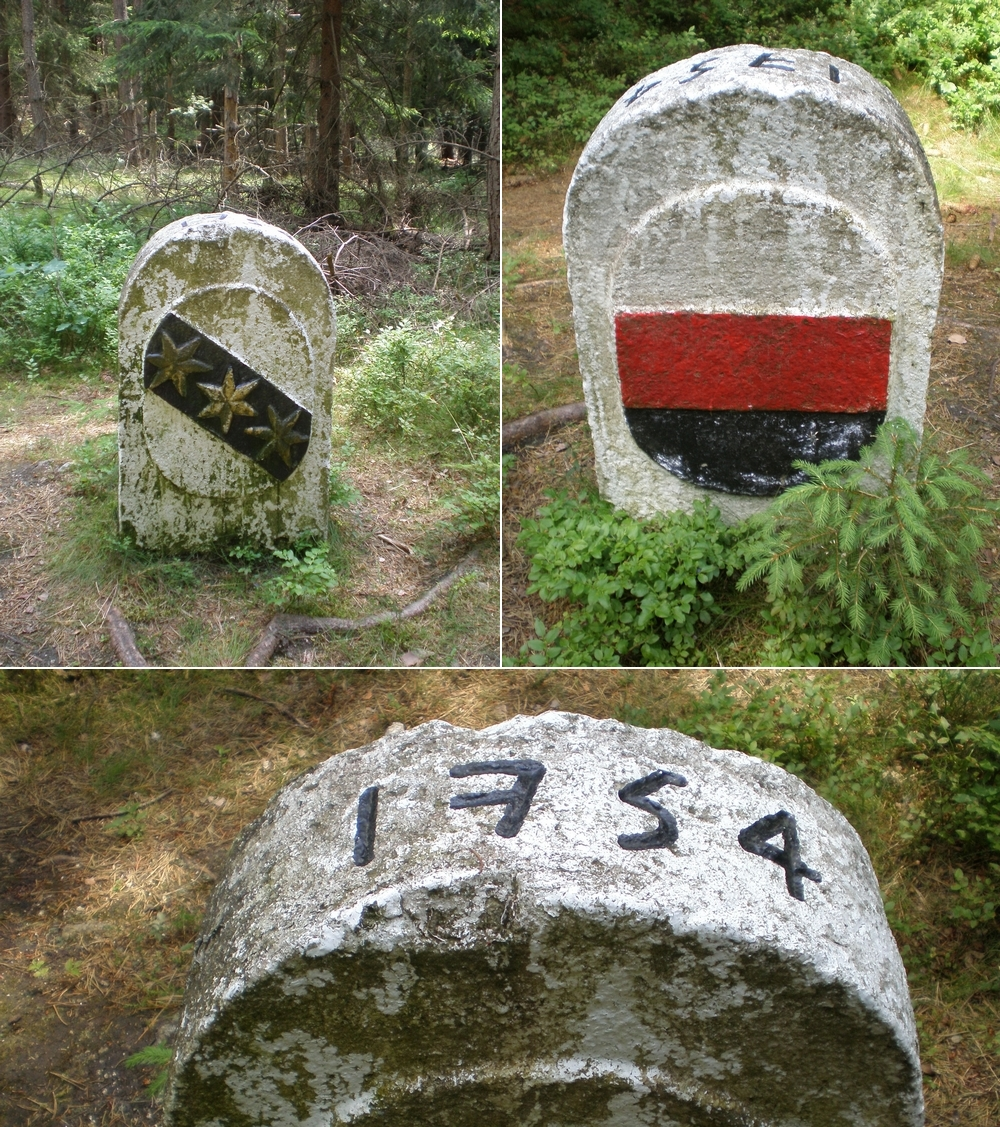
Jeden z historických hraničních mezníků. Tento pochází z roku 1754.

## Historie
Roku 1569 propůjčil saský kurfiřt August jako léno bratřím Adamu a Janu Zedtwitzům osadu Nový Žďár. Na konci minulého století zde žilo v 31 domech 274 obyvatel. Mezi válkami tu obývalo 380 osob 35 domů, dnes tu žije 27 obyvatel v 7 domech a 1 chalupě. Obživu nacházeli usedlíci ve zdejším lomu a v zemědělství. Domy postavené mezi kolejemi dráhy a silnicí Aš – Cheb zůstaly zachovány. Ostatní byly odstraněny po vyhlášení hraničního režimu v roce 1951.
Zajímavý je úsek státní hranice mezí hraničními kameny 7/10 a 9/8, kde dosud stojí hraniční mezníky různých historických dob: sedm mezníků se znakem Zedtwitzů a erbem rodu von Lindenfelsů z Erkersreuthu, datovaných léty 1718 a 1754, hraniční kámen (takzvaný Schösselstein) s křížem, vysekaným před rokem 1718. Na kameni nahoře mísovitá prohlubeň, o které se předválečný regionální badatel Konrad Alberti domníval, že souvisela s keltským osídlením. Mimoto je na kameni z pozdější doby vysekán nápis Böhmen a Bayern. V zahloubené plošce je letopočet 1844. Ve třicátých letech byl do mísovité prohlubně zabetonován typizovaný hraničník. Historické hraničníky leží na turistické cestě značené červenou značkou. Z ní odbočuje žlutá značka přes Nový Žďár a Nebesa k pramenu Halštrova.
V horní části obce stojí bývalý pečovatelský dům města Aše, vybudovaný v letech 1916–1918 Albertem Kirchoffem, a za ním bývalá dětská ozdravovna. Obě tyto stavby sloužili po roce 1951 jako kasárna Pohraniční stráže s chovnou stanicí psů.
V 90. letech 20. století zde byla postavena čerpací stanice. V roce 2007 se uvažovalo o vybudování sportovně-zdravotního centra, k realizaci projektu však nikdy nedošlo. V roce 2009 zde byla postavena velká betonárna firmy Zapa beton a. s.

## Obyvatelstvo
Při sčítání lidu v roce 1921 zde žilo 213 obyvatel, z toho dva Čechoslováci, 172 obyvatel německé národnosti a 39 cizozemců. K římskokatolické církvi se hlásilo 104 obyvatel, 108 k evangelické církvi a jeden byl bez vyznání.
| Rok                                                        | 1869 | 1880 | 1890 | 1900 | 1910 | 1921 | 1930 | 1950 | 1961 | 1970 | 1980 | 1991 | 2001 | 2011 | 2021 |
| ---------------------------------------------------------- | ---- | ---- | ---- | ---- | ---- | ---- | ---- | ---- | ---- | ---- | ---- | ---- | ---- | ---- | ---- |
| Počet obyvatel                                             | 313  | 291  | 283  | 274  | 258  | 213  | 380  | 90   | 43   | 44   | 28   | 27   | 24   | 41   | 32   |
| Počet domů                                                 | 27   | 29   | 32   | 31   | 31   | 32   | 35   | 38   | -    | 10   | 9    | 11   | 11   | 16   | 16   |
| Počet domů v roce 1961 je zahrnut v počtu domů v Mokřinách |      |      |      |      |      |      |      |      |      |      |      |      |      |      |      |

## Obecní správa
Při sčítání lidu v letech 1850–1887 Nový Žďár byl osadou obce Skalka v okrese Aš. V letech 1888–1948 byl samostatnou obcí v okrese Aš. V letech 1948–1975 byl částí obce Mokřiny, se kterým patřil nejprve do okresu Aš, ale od roku 1960 v okrese Cheb. Od 1. ledna 1976 je částí města Aš v okrese Cheb.